# Kansas Pacific Railway

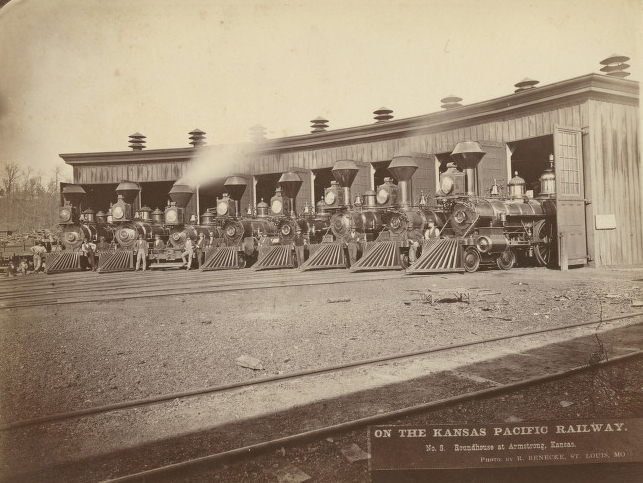
Lokstall tillhörigt Kansas Pacific 1873.

Kansas Pacific Railway (KP) var ett amerikanskt järnvägsföretag verksamt i de västra delstaterna 1863-1880. 

## Företagshistoria
Företaget bildades ursprungligen som Leavenworth, Pawnee & Western Railroad 1855. Ingen verksamhet bedrevs men bolaget fick en federal oktroj 1862. Året därpå bytte det namn till Union Pacific Eastern Division, ett namn som 1869 ändrades till Kansas Pacific. Det gick samman med Union Pacific Railroad 1880.

## Verksamhet
Kansas Pacific understödd genom federala bidrag i form av stora markområden. Företaget drev flera av de första fjärrtågslinjerna i Kansas på 1870-talet. Därigenom förband de Kansas och delar av östra Colorado med det landets övriga järnvägssystem. Dess huvudlinje var den huvudsakliga kommunikationsled som öppnade upp de centrala delarna av Great Plains för euro-amerikansk kolonisation.
Under åren 1867-1872 fraktades över tre miljoner Texas longhorn från Abilene till slakthusen i Chicago. Till Abilene kom de på egna ben i de stora boskapsdrivningarna från Texas. 1873 hade drivningarna Ellsworth som mål, men frakten ägde fortfarande rum på Kansas Pacific. När Atchison, Topeka and Santa Fe Railway året därpå nådde Wichita blev denna stad slutpunkt för boskabsdrivningarna och frakten gick förlorad för Kansas Pacific.

## Populärkultur
- Kansas Pacific var en västernfilm från 1953, med Sterling Hayden och Eve Miller i huvudrollerna.
- Buffalo Bill var köttjägare åt Kansas Pacific.